# Adoption à risques
Pour plus de détails, voir Fiche technique et Distribution.
Adoption à risques (Adopting Terror) est un téléfilm américain réalisé par Micho Rutare, diffusé le 7 avril 2012 sur Lifetime, puis sorti en septembre 2012 en DVD aux États-Unis. C'est la deuxième production commune entre la société de production The Asylum, spécialisé dans les films à petits budget, et la chaîne Lifetime après le film Born Bad de 2011.
Regroupant ue distribution principalement connue pour ses rôles à la télévision, le téléfilm est réalisé par Micho Rutare, ayant commencé à travailler pour la société The Asylum en 2008 et qui signe là sa deuxième réalisation après Meteor Apocalypse.

## Synopsis
Tim et Cheryl Broadbent viennent d'adopter une petite fille prénommé Mona. Le couple est très heureux de voir ce projet se réaliser. Néanmoins, lorsque le père biologique de l'enfant se présente, il tente de reprendre sa fille. La vie des Broadbent devient un véritable enfer, où se conjugue violence et manipulation.

## Fiche technique
- Titre : Adoption à risques
- Titre original : Adopting Terror
- Réalisation : Micho Rutare
- Scénario : Nik Frank-Lehrer et Micho Rutare
- Casting : Gerald Webb
- Composition musicale : Douglas Edward
- Production :
  - Producteur : David Michael Latt
  - Producteur éxecutif : David Rimawi et Mary E. Brown
  - Coproducteur : Paul Bates
  - Producteur associé : David Garber
  - Manager de production : Maximilian Elfeldt
  - Assistant de production : Johannes Aspegren, Adrian Avila, Richard E. Dawes, Sam Dickinson, Mark Gravender, John Mehrer, Daniel Stevens, Luke Wdowicz, Tristan Wells et Daniel Lee Wiley
- Montage : Brian Brinkman
- Chef Décorateur: Alexa Roland
- Direction artistique : Kyle Caraher
- Dates de première diffusion :
  -  États-Unis : 7 avril 2012
  -  Espagne : 2 septembre 2012
  -  France : 15 février 2013[1]

## Distribution
- Sean Astin (VF : Jean-Christophe Dollé) : Tim Broadbent
- Samaire Armstrong (VF : Magalie Rosenzweig) : Cheryl Broadbent
- Monet Mazur (VF : Agnès Manoury) : Fay Hopkins
- Brendan Fehr : Kevin Anderson
- Michael Gross (VF : Pierre Dourlens) : Docteur Ziegler
- Shiloh Nelson : Mona
- Evelyn Danford : Jenna
- Judi Barton : Sandy
- Mary Gross : Laura
- Jeremy Denzlinger : Officier Briggs
- Edward DeRuiter : Officier Stannis
- Mark Craig : Détective Larson
- Andrew Laurich : Tony
- Elaine Mani Lee : Rachel
- Amy Lyndon : Sasha
- Amy Lawhorn (VF : Laurence Sacquet) : Officier Vasquez
- Bryan Okes : Officier Groves
- Debra Olson-Tolar : Sharon
- Jennifer Sorenson : Deb
- Kristen Quintrall : Nikki
- Clyde Tull : Jim
- Lucas Weaver : Tommy
- Gerald Webb : Jake Presser
- Eric Carpenter : L'officier de police
- Marcus Choi : L'officier du parc
- Ken Colquit (VF : Christophe Peyroux) : Juge Ryans
- Darin Cooper : Le dealer
- Gus Corrado : L'agent de sécurité
- Chelsey Crisp : La réceptionniste
- Anne Davanni : Femme du service de protection de l'enfance

Sources VF : Carton de doublage

## Accueil et réception
Du fait de son statut de téléfilm, Adopting Terror ne reçoit aucune critique de grands magazine ou critique. Sur l'Internet Movie Database, les votes des membres donnent une moyenne pondérée de 4.5⁄10 et une moyenne arithmétique de 5.6⁄10,. À l'annonce de ce film, certains sont réticents. Todd Rigney de beyondhollywood.com, annonçant la sortie à venir du DVD du film, écrit « Je ne dis pas que la société [The Asylum] soit incapable de produire quelque chose digne du talent d'Astin mais je dois dire que j'ai mes doutes ».
Le site Observationnotes salue les acteurs principaux qui par « des performances puissantes élèvent le film », avouant, tout de même, que Brendan Fehr vole la vedette avec son personnage de Kevin, assez proche de celui joué par Michael Welch dans le film Born Bad. Le film est qualifié de « thriller réaliste, bien rythmé, qui met mal à l'aise » par ce même site.

## Audience
Le téléfilm a été vu par 1,366 million de téléspectateurs lors de sa première diffusion.